# Pasjek
Pasjek je potok, ki nabira svoje vode v hribovju vzhodno od Litije in se vzhodno od vasi Spodnji Log kot desni pritok izliva v reko Savo. Povirni pritoki Pasjeka so Štriglovec, Polšniški potok, Globočnjak in Lukmanov graben.